# Ólguinskaya (Krasnodar)
Ólguinskaya (del ruso: Ольгинская) es una stanitsa del raión de Primorsko-Ajtarsk del krai de Krasnodar en el sur de Rusia. Está situada al sur de la desembocadura del río Beisug a través del limán Beisugski en el mar de Azov, 29 km al este de Primorsko-Ajtarsk y 105 km al norte de Krasnodar, la capital del krai. Tenía 4 934 habitantes en 2010
Es cabeza del municipio Ólguinskoye, al que pertenecen asimismo Oktiabrski, Dobrovolni, Krupskói, Vozrozhdéniye, Beisug y Yágodnoye.

## Historia
El jútor Dobrovolni, fundado en 1876, fue elevado al estatus de stanitsa en 1902 con el nombre de Ólguinskaya en homenaje a la gran princesa Olga Nikoláyevna. En 1911 llegó el ferrocarril a la localidad. 
Tras la revolución rusa de 1917 y el establecimiento del poder soviético en 1920, en el marco de la colectivización en la Unión Soviética, en 1929 se formó el koljós Gigant y luego se formarían ocho más (entre los cuales estaban el Put k komunizmu, el Komsomolets, el Komintern, el Vozrozhdéniye, el 1-e Maya, el Mólotova y otros). En 1959 se formó un único gran koljós Put k komunizmu, que en 1964 cambiaría su nombre a Kavkaz.

## Transporte
Cuenta con una estación en la línea de ferrocarril Timashovsk-Primorsko-Ajtarsk.